# Copa del Generalísimo de baloncesto 1967
La Copa del Generalísimo de baloncesto 1967 fue la número 31, cuya final se disputó en el Frontón Vitoriano, de Vitoria el 28 de mayo de 1967.

## Primera eliminatoria
Los partidos de ida se jugaron el 2 de abril y los de vuelta el 9 de abril.
Nota: Debido a la irregularidad del calendario en esta fase no han sido rescatados todos los resultados de dicha fase, en caso de no haber sido rescatado se indicará con ND (No Determinado).
| Equipo 1                   | Agr.    | Equipo 2             | Ida    | Vuelta |
| -------------------------- | ------- | -------------------- | ------ | ------ |
| CB OAR                     | 62–142  | CB Estudiantes       | 46–78  | 16–64  |
| Club Forecu                | 50–139  | CB Ensidesa          | 24–63  | 26–76  |
| Club Bosco                 | 114–111 | CB Manuel Álvarez    | 66–52  | 48–59  |
| CB Estudiantes Avilés      | 72–210  | CD Colegio Ateneo    | 30–101 | 42–109 |
| CAU Oviedo                 | 0–2     | CB Estudiantes Vigo  | 73–43  | 39–62  |
| Club SDR Arenas            | 101–214 | CA San Sebastián     | 58–105 | 43–109 |
| Real Sociedad              | 106–165 | SD Kas Vitoria       | 57–62  | 49–103 |
| CB Nuevas Profesiones      | 88–110  | SD Patronato Ardau   | 62–55  | 26–55  |
| CD Zarauz                  | ND      | Club Águilas         | ND     | 32–88  |
| GC Covadonga               | 196–76  | OJE León             | 124–39 | 72–37  |
| Juventus OAR               | 80–92   | CB Obernea           | 40–38  | 40–54  |
| CB Antorcha                | 2–0     | CN Helios            | 80–58  | 31–65  |
| Canoe NC                   | 137–25  | ISFF Málaga          | 70–15  | 67–10  |
| Real Círculo de Labradores | 125–66  | OJE Cáceres          | 91–38  | 34–28  |
| Club Vallehermoso OJE      | 178–104 | CD Ademar Maristas   | 115–61 | 63–43  |
| CB Hospitalet              | 124–130 | CB Dimar             | 58–48  | 66–82  |
| CB Valls                   | 95–213  | Juventud de Badalona | 45–95  | 50–118 |
| Real Murcia Baloncesto     | 40–106  | EN Bazán             | 24–66  | 16–40  |
| CB Grifeu Llansá           | 69–146  | Picadero JC          | 37–70  | 32–76  |
| CB San Fernando            | 87–193  | CF Barcelona         | 59–97  | 28–96  |
| CN Militar                 | 57–175  | CD Málaga            | 34–73  | 23–102 |
| CB Alimentos Porta         | 123–183 | CD Mataró            | 62–86  | 61–97  |
| CN Reus Ploms              | 0–2     | CB Sanfeliuense      |        |        |
| CB Alhamar Lanjarón        | 119–98  | CB La Casera Murcia  | 62–36  | 57–62  |

## Segunda eliminatoria
Los partidos de ida se jugaron el 16 de abril y los de vuelta el 23 de abril.
| Equipo 1                   | Agr.    | Equipo 2              | Ida    | Vuelta |
| -------------------------- | ------- | --------------------- | ------ | ------ |
| CB Ensidesa                | 67–135  | Canoe NC              | 37–62  | 30–73  |
| SD Patronato Ardau         | 85–201  | Juventud de Badalona  | 54–75  | 31–126 |
| CB Antorcha                | 109–103 | CB Sanfeliuense       | 66–42  | 43–61  |
| CB Alhamar Lanjarón        | 84–182  | CF Barcelona          | 42–72  | 42–110 |
| GC Covadonga               | 101–155 | Club Águilas          | 50–68  | 51–87  |
| CB Obernea                 | 65–175  | Picadero JC           | 39–90  | 26–85  |
| Club Bosco                 | 109–173 | SD Kas Vitoria        | 63–81  | 46–92  |
| CB Estudiantes Vigo        | 108–125 | CA San Sebastián      | 57–59  | 51–66  |
| CD Málaga                  | 100–169 | CB Estudiantes        | 56–64  | 44–105 |
| EN Bazán                   | 107–217 | CD Mataró             | 65–107 | 42–110 |
| Real Círculo de Labradores | 78–175  | CD Colegio Ateneo     | 45–97  | 33–78  |
| CB Dimar                   | 121–148 | Club Vallehermoso OJE | 62–63  | 59–85  |

## Octavos de final
Los partidos de ida se jugaron el 30 de abril y los de vuelta el 7 de mayo.
| Equipo 1              | Agr.    | Equipo 2             | Ida    | Vuelta |
| --------------------- | ------- | -------------------- | ------ | ------ |
| Real Madrid           | Exento  |                      |        |        |
| RC Náutico            | Exento  |                      |        |        |
| Canoe NC              | 84–171  | Juventud de Badalona | 40–75  | 44–96  |
| CB Antorcha           | 82–191  | CF Barcelona         | 51–105 | 31–86  |
| Club Águilas          | 124–142 | Picadero JC          | 75–59  | 49–83  |
| CA San Sebastián      | 126–141 | SD Kas Vitoria       | 55–68  | 71–73  |
| CD Colegio Ateneo     | 100–169 | CB Estudiantes       | 56–64  | 44–105 |
| Club Vallehermoso OJE | 134–173 | CD Mataró            | 72–81  | 62–92  |

## Cuartos de final
Los partidos de ida se jugaron el 14 de mayo y los de vuelta el 21 de mayo.
| Equipo 1             | Agr.    | Equipo 2       | Ida   | Vuelta |
| -------------------- | ------- | -------------- | ----- | ------ |
| Juventud de Badalona | 144–120 | CF Barcelona   | 95–68 | 49–52  |
| Picadero JC          | 132–142 | SD Kas Vitoria | 72–76 | 60–66  |
| CB Estudiantes       | 141–127 | CD Mataró      | 77–55 | 64–72  |
| RC Náutico           | 103–188 | Real Madrid    | 40–78 | 63–110 |

## Fase final
Todos los partidos de esta fase se disputaron en el Frontón Vitoriano de Vitoria.
|  | Semifinales          | Semifinales          | Semifinales |             |                | Final                | Final                | Final        |  |
|  | 27 de mayo           | 27 de mayo           | 27 de mayo  |             |                | 28 de mayo           | 28 de mayo           | 28 de mayo   |  |
|  |                      |                      |             |             |                |                      |                      |              |  |
|  |                      |                      |             |             |                |                      |                      |              |  |
|  | Juventud de Badalona | Juventud de Badalona | 81          |             |                |                      |                      |              |  |
|  | Juventud de Badalona | Juventud de Badalona | 81          |             |                |                      |                      |              |  |
|  | SD Kas Vitoria       | SD Kas Vitoria       | 91          |             |                |                      |                      |              |  |
|  | SD Kas Vitoria       | SD Kas Vitoria       | 91          |             | SD Kas Vitoria | SD Kas Vitoria       | 80                   |              |  |
|  |                      |                      |             |             | SD Kas Vitoria | SD Kas Vitoria       | 80                   |              |  |
|  |                      |                      | Real Madrid | Real Madrid | 85             |                      |                      |              |  |
|  | CB Estudiantes       | CB Estudiantes       | Real Madrid | Real Madrid | 85             | 65                   |                      |              |  |
|  | CB Estudiantes       | CB Estudiantes       |             |             |                | 65                   |                      |              |  |
|  | Real Madrid          | Real Madrid          | 86          |             |                | Tercer lugar         | Tercer lugar         | Tercer lugar |  |
|  | Real Madrid          | Real Madrid          | 86          |             |                | Tercer lugar         | Tercer lugar         | Tercer lugar |  |
|  |                      |                      |             |             |                |                      |                      |              |  |
|  |                      |                      |             |             |                | Juventud de Badalona | Juventud de Badalona | 90           |  |
|  |                      |                      |             |             |                | Juventud de Badalona | Juventud de Badalona | 90           |  |
|  |                      |                      |             |             |                | CB Estudiantes       | CB Estudiantes       | 52           |  |
|  |                      |                      |             |             |                | CB Estudiantes       | CB Estudiantes       | 52           |  |
|  |                      |                      |             |             |                |                      |                      |              |  |

### Final
Tras proclamarse campeón de la Copa del Generalísimo por tercera vez consecutiva, el Real Madrid obtiene el título en propiedad (IV Copa de S. E. el Generalísimo).
| 28 de mayo de 1967 | SD Kas Vitoria                     | 80–85 | Real Madrid                   | |  |
|                    | Marcador por tiempos: 38–44, 42–41 |       |                               | |  |
|                    | Estadísticas Ángel Serrano 21      | Pts   | Estadísticas 40 Clifford Luyk | Pabellón: Frontón Vitoriano, Vitoria Asistencia: 2.000 espectadores Árbitros: Luciano Sánchez José Mariné |  |

| Campeón de la Copa del Generalísimo 1967 |
| ---------------------------------------- |
| Real Madrid 11.º título                  |